# 松元省一
松元 省一（まつもと しょういち、1939年10月3日 - ）は、日本中央競馬会 (JRA) 栗東トレーニングセンターに所属していた元調教師。京都府出身。同志社香里中学校・高等学校、同志社大学卒業。父は松元正雄元調教師で、弟に松元茂樹元調教師（ビリーヴ、ギルデッドエージなどを管理）が、甥に茂樹の実子で元競艇選手の松元弥佑紀がいる。

## 略歴
同志社大学卒業後、自動車販売の会社に勤めていた。
1965年に父の松元正雄厩舎にて厩務員となり、その年のうちに調教助手となる。1975年に調教師免許を取得し、翌1976年に栗東で厩舎を開業。初出走は同年7月3日中京競馬第2競走のイチモンジで7着。初勝利は同年11月6日京都競馬第3競走のシゲパワーでのべ18頭目であった。
1981年の小倉大賞典をローベルギフトで制して重賞初制覇。GI競走初勝利は1991年の皐月賞でトウカイテイオーにより挙げた。これ以降フラワーパークやスティルインラブなどのような有力馬を何頭も管理することになった。
2008年2月に定年を待たず調教師を勇退した。調教師成績は4,988戦588勝。そのうち重賞は23勝を挙げている。

## 主な管理馬
太字はGI競走
- ローベルギフト（1981年 小倉大賞典）
- シンウルフ（1983年 スプリンターズステークス）
- タガジヨオー（1988年 北九州記念）
- ハギノハイタッチ（1989年 小倉3歳ステークス）
- トウカイテイオー（1991年 皐月賞、東京優駿〈日本ダービー〉、1992年 ジャパンカップ、産経大阪杯、1993年 有馬記念）
- フラワーパーク（1996年 高松宮杯、スプリンターズステークス、シルクロードステークス）
- トウカイタロー（1996年 新潟記念）
- トゥナンテ（2000年 愛知杯、北九州記念、毎日王冠）
- トウカイオーザ（2001年 アルゼンチン共和国杯）
- スティルインラブ（2003年 桜花賞、優駿牝馬〈オークス〉、秋華賞）
- トウカイトリック（2007年 ダイヤモンドステークス）
- クワイエットデイ（2007年 マーチステークス、2008年 平安ステークス）

## 表彰歴
- 1980年 調教技術賞（関西）
- 1981年 調教技術賞（関西）
- 2000年 優秀調教師賞（関西）

## おもな厩舎所属者
※太字は門下生。括弧内は厩舎所属期間と所属中の職分。
- 出口隆義（1987年-1989年 騎手）
- 松元茂樹（1988年-1990年 調教助手）
- 村山明（2004年-2005年 騎手）